# Hireidagodu, Sorab
Hireidagodu là một làng thuộc tehsil Sorab, huyện Shimoga, bang Karnataka, Ấn Độ.